# Низам
Низам е название на главната част от въоръжените сили на Османската империя – редовната войска по времето на т.нар. низам-и Джедид и след ликвидирането на еничарския корпус.
Срокът на редовната военна служба в низам е 6 години:
- постоянна войска /4 години за пехотата/,
- войска в отпуск /ихтият, 2 години за пехотата/.

Низам е с добра подготовка и боеспособност. Към постоянната войска е причислен и жандармският корпус /заптие/, който изпълнява полицейски функции, но е с военна организация.